# Punta Almina
Punta Almina is het oostelijke uiteinde van het schiereiland Almina waarop de stad Ceuta is gebouwd. Het markeert de zuidelijke ingang van de Straat van Gibraltar, in de Middellandse Zee, 24 kilometer van de Punta de Europa (Europa Point), die de noordelijke ingang markeert, in Gibraltar.
200 meter van de punt ligt de vuurtoren van Punta Almina. De vuurtoren, gebouwd in 1855, werd in 1919 herbouwd en uitgerust met een Fresnel-lens. Het ziet eruit als een witte cilindrische toren van 7 meter hoog, opgetrokken op een gebouw. Op 148 meter boven zeeniveau bereikt het bereik ongeveer 41 kilometer.
Het Castillo del Desnarigado, dat 400 m ten zuiden van de vuurtoren ligt, is een zeer oud fort. Het heeft door de geschiedenis heen talloze transformaties ondergaan. Na de restauratie werd het in 1984 een militair museum.